# Trilogy (chanson)
Pour les articles homonymes, voir Trilogy.
 (avril 2019).
Pistes de Trilogy
Hoedown
(instrumental) 
(A4) Living Sin
(B2)
Trilogy est une chanson du groupe de rock progressif Royaume-Uni Emerson, Lake and Palmer, sortie sur leur album homonyme de 1972. Avec près de 9 minutes, c'est la chanson la plus longue de l'album. Elle a reçu des critiques positives.

## La chanson

### Réception
Casey Elston a déclaré que Trilogy était l'une des meilleures chansons d'Emerson, Lake and Palmer, en particulier la « coda percutante ».
Le magazine Rolling Stone non seulement a nommé Trilogy l'une des 10 chansons essentielles du groupe, mais également a déclaré que l'intro de la chanson « est presque une ballade d'amour conventionnelle, simple, même Zombies-esque – c'est-à-dire, jusqu'aux riffs monstrueux et baroques entraînements de synthétiseurs qui contiennent des couches de complexité ».
Michael Gallucci de Ultimate Classic Rock place la chanson au no 10 de sa perte du top 10 des chansons d'Emerson, Lake and Palmer.

### Titre
Quand on lui a demandé pourquoi le titre de la chanson est Trilogy, Greg Lake a répondu :
« Je ne sais pas. Je veux dire, Trilogy était le titre de l'album. Nous avions l'habitude de moderniser nos titres. Certainement les concepts de l'album ont été modernisés. Nous avions d'abord fait la musique, vous voyez. Et vraiment, cela s'alliait bien, tout simplement parce que c'était dans l'ordre dans lequel il avait été écrit et créé. Le mot "trilogy" n'apparaît jamais sur tout l'album, mais c'est le titre. Donc, nous attribuerions parfois un titre aux choses après coup. »

### Autres apparences
Trilogy est également incluse dans la compilation The Essential Emerson, Lake and Palmer, ainsi que dans les coffrets From the Beginning (it) et Gold Edition.

## Musiciens
- Keith Emerson - claviers
- Greg Lake - basse, chant
- Carl Palmer - batterie